# モルガン・アマルフィターノ
モルガン・アマルフィターノ（Morgan Amalfitano, 1985年3月20日 - ）は、フランス・ニース出身のサッカー選手。元フランス代表。ポジションはミッドフィルダーであり、サイド・攻撃的・セントラルと様々な役割を熟す。
父のロジェは元サッカー選手。また弟のロマンも同じくサッカー選手である。
アマルフィターノはイタリア系の姓だが、19世紀までのイタリア諸国に属していたニースにはイタリア的な姓を持つ住民が多い。

## 経歴

### クラブ

#### 初期
ASカンヌ、CSスダン・アルデンヌの下部組織を経て、2006年8月6日にセルジュ·ロマーノ（en）監督の下でスダンのトップチームに昇格を果たし、オリンピック・マルセイユ戦（1-1）でリーグ・アン初出場を飾り、プロ1季目ながら出場30試合中先発28試合に出場したように中心選手としてプレーしていたが、チームは19位に終わって2部へと降格した。翌シーズンはジョゼ・パスクアレッティ（en）監督の下、1年での復帰を目指したものの4位でシーズンを終えて昇格に失敗した。
2008年6月10日に同国1部のFCロリアンと3年契約を締結し、在籍3季でリーグ戦110試合に出場。ロリアンでの最後となった2010-11シーズンは、クリスティアン・グルキュフ監督の下でFWのケヴィン・ガメイロを補完するプレーでチームの攻撃を支える活躍に国内外のクラブから興味を示され、シーズン中には同1部のASモナコからオファーをされ、シーズン終盤にはスペイン1部のセビージャFCのメディカルチェックに合格したとも報じられた。

#### マルセイユ
2011年7月に自由契約選手として同1部のオリンピック・マルセイユと4年契約を締結。7月27日のリールとのトロフェ・デ・シャンピオン（5-4）に先発して公式戦初出場、8月6日のFCソショーとの開幕戦（2-2）でリーグ戦初出場を飾って66分にマテュー・ヴァルブエナと交代し、9月13日のオリンピアコスFC戦でUEFAチャンピオンズリーグ初出場を果たす。11月27日のパリ・サンジェルマンFCとのル・クラスィク（3-0）では、移籍後初得点を挙げると共にアンドレ・アイェウの得点をアシストし、12月6日のボルシア・ドルトムントとのCLグループリーグ最終戦（3-2）でロイク・レミーとアンドレ・アイェウの得点をアシストして決勝トーナメント進出に貢献した。
2012年4月14日、ブランドンの得点によって決着したオリンピック・リヨンとのショック・ドゥ・オランピックにしてクープ・ドゥ・ラ・リーグ決勝戦（1-0）で120分フル出場してタイトルを獲得した。同シーズンは公式戦49試合に出場したものの、チームは10位で終了し、UEFAチャンピオンズリーグ 2012-13出場権を逃したため、シーズン終了後にアマルフィターノが移籍を要求していると伝えられた。

#### ウェスト・ブロムウィッチ・アルビオン
2013年9月2日にイングランド1部のウェスト・ブロムウィッチ・アルビオンFCへ完全移籍を視野に入れた期限付き移籍の契約を締結し、9月21日のサンダーランドAFC戦（3-0）で初得点を挙げる。次のマンチェスター・ユナイテッドFC戦では、中盤でボールを受け取るとドリブルでアドナン・ヤヌザイとリオ・ファーディナンドを抜いてペナルティエリアに侵入し、最後にシュートフェイントでダビド・デ・ヘアのタイミングをずらして鮮やかな先制点を挙げ、チームのオールド・トラッフォードでの34年ぶりの勝利に貢献した。

#### ウェストハム・ユナイテッド
2014年9月1日、ウェストハム・ユナイテッドFCに1年契約で完全移籍することが決定した。。しかし、2015-16シーズンは、スラベン・ビリッチ監督と衝突し、出場機会を得られず、2015年10月6日に解雇された。

### 代表
2011年3月25日にローラン・ブラン監督によってUEFA EURO 2012予選のルクセンブルク戦とクロアチア戦に向けた招集リストの候補に名を連ねる。最終的に招集されることはなく、それから約1年後の2012年2月29日のドイツとの親善試合（2-1）でマテュー・ヴァルブエナに代わって67分からフランス代表初出場を飾り、クロスでフローラン・マルダの得点を演出した。

## タイトル
クラブ
オリンピック・マルセイユ
- クープ・ドゥ・ラ・リーグ : 2011-12
- トロフェ・デ・シャンピオン : 2011